# Ȳ
Das Ȳ (kleingeschrieben ȳ) ist ein Buchstabe des lateinischen Schriftsystems. Er besteht aus einem Y mit Makron.
Das Ȳ wird zur Schreibung der lateinischen und altenglischen Sprache verwendet, um ein langes Y anzuzeigen. Während das lange Y im Lateinischen extrem selten ist und wenn überhaupt, dann nur in Fremdwörtern auftaucht, ist das Ȳ im Altenglischen durchaus verbreitet.

## Darstellung auf dem Computer
Unicode enthält das Ȳ an den Codepunkten U+0232 (Großbuchstabe) und U+0233 (Kleinbuchstabe).
In TeX kann man das Ȳ mit den Befehlen \=Y und \=y bilden.